# Guido Fantoni
Pour les articles homonymes, voir Fantoni.
Guido Fantoni (né le 4 février 1919 à Bologne et mort le 28 décembre 1974 dans la même ville) est un lutteur italien spécialiste de la lutte gréco-romaine. Il participe aux Jeux olympiques d'été de 1948 et aux Jeux olympiques d'été de 1952. En 1948, il combat dans la catégorie des poids lourds en lutte gréco-romaine et remporte la médaille de bronze.

## Palmarès

### Jeux olympiques
- Jeux olympiques de 1948 à Londres,  Royaume-Uni
  -  Médaille de bronze en plus de 87 kg.

### Championnats du monde
- Championnats du monde 1953 à Naples,  Italie
  -  Médaille de bronze en plus de 87 kg.

### Jeux méditerranéens
- Jeux méditerranéens de 1951 à Alexandrie,  Égypte
  -  Médaille d'or en plus de 97 kg.